# Norbert Sterk
Norbert Sterk (* 4. Dezember 1968 in Wien) ist ein österreichischer Komponist.

## Leben
Norbert Sterk studierte ab 1983 am Konservatorium der Stadt Wien Klavier bei Otto Probst, Kontrabass bei Burkhardt Kräutler, Tonsatz bei Reinhold Portisch, Instrumentation bei Walter Breitner und Komposition bei Heinz Karl Gruber (1999 Diplom) sowie 1989–92 an der Universität Wien Philosophie, Musik- und Theaterwissenschaft. Weiters absolvierte er Seminare für Analyse und Formenlehre bei Karl Heinz Füssl und Iván Eröd während des Carinthischen Sommers 1985 und 1986, Kompositionsseminare bei Ernst Krenek, Alfred Schnittke und Kurt Schwertsik sowie ein Stimmseminar bei Marie-Thérèse Escribano. 2003–05 lernte er im Bereich Funktionale Stimmarbeit bei dem Stimmphysiologen Michael Heptner. Neben seinem künstlerischen Schaffen übt Sterk den Beruf eines Logopäden an einem Wiener Krankenhaus aus.
Sterks Kompositionen entstanden zumeist als Auftragswerke u. a. für die Wiener Festwochen, die Gesellschaft der Musikfreunde in Wien, die Ensembles die reihe, Ensemble Kontrapunkte und Ensemble Reconsil, den Österreichischen Rundfunk (ORF), die Musikalische Jugend Österreichs (Jeunesse), den Saarländischen Rundfunk (SR), das Stuttgarter Kammerorchester, Wien Modern, das Festival Hörgänge und netzzeit. 2001 war Sterk Composer-in-residence beim 6. Komponistenforum Mittersill. Ein wesentlicher Teil seines Schaffens gilt gemeinsamen Projekten mit Künstlerinnen und Künstlern anderer Sparten, vor allem aus dem Bereich der Bildenden Kunst und der Literatur.

## Auszeichnungen, Förderungen (Auswahl)
- 2004: Österreichisches Staatsstipendium für Komposition
- 2008: Preis des Theodor Körner Fonds
- 2009: Österreichisches Staatsstipendium für Komposition

## Werke (Auswahl)

### Musiktheater und Bühnenmusik
- Minotaurus. Schauspielmusik zu einem gleichnamigen Bühnenwerk, gemeinsam mit Tryggvi M. Baldvisson, Thomas Heinisch und Reinhold Portisch (nach Friedrich Dürrenmatt; 1991)
- Alles kann passieren – eine Chorprobe (Arbeitstitel). Ein szenisches Konzert für 12 Vokalisten, Ensemble und Dirigent (Libretto: Doron Rabinovici nach einer Idee von Florian Klenk; 2021)[2]

### Orchester oder großes Ensemble
- Mirliton für Singstimme und Ensemble (Text: Samuel Beckett in der Nachdichtung von Karl Krolow; 1999)
- The Old Piano Plays an Air für Ensemble (nach James Joyce; Version 2001)
- Am Rand des Augenblicks – Fragment für großes Orchester (nach Octavio Paz; 2001)
- die sonne stand still. der mond trieb davon für Ensemble (nach Mythen der Native Americans; 2004)
- „... und leuchteten das Dunkel aus“ für Horn und Ensemble (nach Ingeborg Bachmann; 2006)
- Mandragora für Ensemble (2007)
- Vertigo.Saxophon.Desaster für Saxophon und Ensemble (2010)
- KorollArien. Fassung für Flöte solo und Streicherensemble (nach Raoul Schrott; 2009/11)
- Die dunckle Nacht fahrt aus. Konzert für Violine und Ensemble (nach Robert Schindel und W. G. Sebald; 2005/12)
- land of closed eyes für Tenor/Obertongesang, Sitar und Ensemble (nach Octavio Paz; 2012)
- Mandragora. Fassung für Stimme und Ensemble (mit Worten von Semier Insayif; 2007/13)
- feuerfalter für Ensemble (2014)
- tongue breaks for trumpet, trombone and ensemble (nach Fragmenten der Sappho; 2016)

### Kammerensemble (Sextett bis Nonett)
- The old piano plays an air für Klarinette, Horn, Akkordeon, Cymbalon, Violine und Kontrabass (nach James Joyce; 1997)
- Nacht aus Mirliton für Sopran, Flöte, Klarinette, Horn, Harfe, Cymbalon, Akkordeon, Violine und Kontrabass (Text: Samuel Beckett in der Nachdichtung von Karl Krolow; 1998)
- Ruine für Melodica, Klarinette, Saxofon, Alphorn, Hackbrett, Akkordeon, Violoncello, Kontrabass und Synthesizer (2001)
- Ins Weiße. Fast Nichts für Kammerensemble (nach Octavio Paz; 2003)
- approaching white. replay for small ensemble (nach Octavio Paz; 2004)
- Die Ankunft des Atemzugs für Violine im Ensemble (nach Robert Schindel; 2005)
- Teile dich Nacht für kleines Ensemble (nach Nelly Sachs; ab 2008)
- Schlafmund. Asche. Traum für Bass und kleines Ensemble (1. Teil, nach Worten von Jan Christ; 2010)
- Notturno estinguendo „Ae fareweel, alas!“. Haydn-Hommage für Viola, Klavier und Ensemble (2012/13)
- nacht schatten gewächse für Sprecher, Alt, Tenor/Obertongesang, Bariton/Countertenor, Flöte/Bassflöte, Posaune, Percussion und Violine (Text: Semier Insayif; 2007/13)
- mourning monarchs für Ensemble (nach Octavio Paz und Anne Carson; 2014/15)
- Hôtel de la Paix – Rejouer pour flûte, clarinette, alto et trio avec piano (nach Ingeborg Bachmann; 2005/12/16)
- mon anarch schnarch monarch für Streichquintett, Klavier und Sprecher ad lib. (Text: Ernst Jandl, Norbert Sterk; 2016)
- Weiß. Nichts für Ensemble mit Akkordeon (nach Octavio Paz und mit Gemälden von Elisabeth Holzer; 2003/20)

### Quintett
- Adios Adagios. Mozart-Hommage für 2 Klarinetten und Streichtrio (2006)
- AmorFunica – unique creatures for small ensemble (mit Federico Vecchis Skulpturen formaunica; 2018)
- Al chimiya für Sprecher, Flöte/Bassflöte und Streichquartett (nach Gemälden von Elisabeth Holzer und Worten von Semier Insayif; 2020/21)

### Quartett
- Hôtel de la Paix für Stimme, Violine, Violoncello und Klavier (nach Worten von Ingeborg Bachmann; 2005)
- „...wenn die Vögel die Nacht aufritzen –“. Drei Fragmente für Countertenor, 2 Tenöre und Bassbariton (nach Worten von Nelly Sachs und WG Sebald; 2007/09)
- KorollArien für Flöte und Streichtrio (nach Raoul Schrott; 2009)
- Himmelsklänge für Altflöte, Oboe, Violine und Violoncello (2011)
- feuerfalter des gegenwärtigen/wirklich unwirklich ruhig bebend für Streichtrio und Klavier (nach Octacio Paz; 2014)
- mourning monarchs. Replay for string quartet (nach Octavio Paz und Anne Carson; 2015/18)
- false echoes - landscape with shostakovich for string quartett (2019)

### Trio
- Hôtel de la Paix. Trio für Violine, Violoncello und Klavier (nach Ingeborg Bachmann; 2005/06)
- „... aus Finsternissen losgelöst“. 2. Klaviertrio (2007)
- bidun qarar für Sprechstimme, Klarinette und Viola (nach Worten von Semier Insayif; 2013)
- bidun qarar. Replay für 2 Violinen und Sprechstimme (nach Worten von Semier Insayif; 2013/17)

### Duo
- Die Ankunft des Atemzugs 2 für Violine und Violoncello (2005)
- land of closed eyes 1 für Obertonsänger/Tenor und Schlagzeuger (nach Octavio Paz und Semier Insayif; 2012/13)

### Solo
- land der wachen spiegel für Flöte solo (nach Octavio Paz; 2007/11)
- der anlaut des atems auf der zunge der blätter für Viola solo (nach Raoul Schrott; 2008/20)
- Nachhall für Barockcello oder Violoncello & Sprecher ad libitum (nach Worten von Semier Insayif; 2019/20)

### Gemischte Besetzung
- land of sleepless mirrors (Ins Innere des Bildes). Werkzyklus in Zusammenarbeit mit der Bildenden Künstlerin Elisabeth Holzer, enthält die auch einzeln aufführbaren Stücke nacht schatten gewächse, land der wachen spiegel, land of closed eyes 1, „…und leuchteten das Dunkel aus“, „…aus Finsternissen losgelöst“, Mandragora, Vertigo.Saxophon.Desaster, bidun qarar. Replay, land of closed eyes, Weiß. Nichts und Al chimiya

### Bearbeitungen
- Die Alpenbewohner von Ernst Krenek, Instrumentation für Orchester (1993)
- Die Bremer Stadtmusikanten. Märchenoper von Wolfgang Söring, Bearbeitung für 10 Instrumentalisten (1995)
- Tulifant Collage für Orchester nach Gottfried von Einems Oper „Tulifant“ (1996)
- Saties Parade, Bearbeitung für drei Instrumentalisten (nach Erik Satie und Jean Cocteau; 1997)
- 5 Cabaret Songs von Kurt Weill, Bearbeitung für Stimme und Streichorchester (1999)
- Warnung op. 3/3 von Arnold Schönberg, Bearbeitung für Mezzosopran und 12 Instrumentalisten (Text: Richard Dehmel, 2007)

## Diskographie
- ruine. einklang records (2001)
- approaching white. replay. einklang records (2004)
- Die Ankunft des Atemzugs 2. einklang records (2005)
- Hôtel de la Paix. Capriccio (2006)
- „...und leuchteten das Dunkel aus“. Phoenix Edition (2008)
- KorollArien. Spektral (2013)
- 21st century portraits: Die Ankunft des Atemzugs, „...wenn die Vögel die Nacht aufritzen –“, Vertigo. Saxophon. Desaster, „...aus Finsternissen losgelöst“, land der wachen spiegel, Hôtel de la Paix. Capriccio (2014)
- mourning monarchs. orlando records (2015)